# Erioptera testacea
Erioptera testacea là một loài ruồi trong họ Limoniidae. Chúng phân bố ở miền Cổ bắc.